# Eurobowl IX
Eurobowl IX war das Endspiel der neunten Saison der European Football League. Am 8. Juli 1995 standen sich die Düsseldorf Panther und die London Olympians gegenüber. Die Panther konnten das neunte Endspiel mit 21 zu 14 gewinnen und waren somit das erste deutsche Team, welches den Pokal gewinnen konnte.

## Spielverlauf
Die ersten Punkte des Spiels machte ein Spieler aus Düsseldorf. Der Runningback Francesco Mavaro lief einen langen 63-Yard-Touchdown. Im selben Viertel konnten die Olympians ebenfalls einen Touchdown durch einen kurzen Lauf erzielen. Bis zum letzten Spielviertel blieb das durch die Verteidigungen dominierte Spiel punktelos, wo der Engländer Richard Dunkley einen 6-Yard-Touchdown-Lauf machte. Darauf machten die Panther jedoch noch zwei lange Passtouchdowns, einmal über 35 Yard und einem über 37 Yard. Somit stand der Endstand von 21 zu 14 für die Düsseldorf Panther fest.

## Scoreboard
| Eurobowl IX – Stuttgart (20.548 Zuschauer) | Eurobowl IX – Stuttgart (20.548 Zuschauer) | Eurobowl IX – Stuttgart (20.548 Zuschauer) | Eurobowl IX – Stuttgart (20.548 Zuschauer)         | Eurobowl IX – Stuttgart (20.548 Zuschauer)         | Eurobowl IX – Stuttgart (20.548 Zuschauer)         | Eurobowl IX – Stuttgart (20.548 Zuschauer)         |
| ------------------------------------------ | ------------------------------------------ | ------------------------------------------ | -------------------------------------------------- | -------------------------------------------------- | -------------------------------------------------- | -------------------------------------------------- |
| Team                                       | Team                                       | Punkte                                     | Q1                                                 | Q2                                                 | Q3                                                 | Q4                                                 |
| Düsseldorf Panther                         | Düsseldorf Panther                         | 21                                         | 7                                                  | 0                                                  | 0                                                  | 14                                                 |
| London Olympians                           | London Olympians                           | 14                                         | 7                                                  | 0                                                  | 0                                                  | 7                                                  |
| Panther                                    | Olympians                                  | Spieler                                    | Spielzug                                           | Spielzug                                           | Spielzug                                           | Spielzug                                           |
| 7                                          | 0                                          | Francesco Mavaro                           | 63-Yard-Lauf (PAT Walter Endemann)                 | 63-Yard-Lauf (PAT Walter Endemann)                 | 63-Yard-Lauf (PAT Walter Endemann)                 | 63-Yard-Lauf (PAT Walter Endemann)                 |
| 7                                          | 7                                          | Stephen Hutchinson                         | 1-Yard-Lauf (PAT Allen Taitt)                      | 1-Yard-Lauf (PAT Allen Taitt)                      | 1-Yard-Lauf (PAT Allen Taitt)                      | 1-Yard-Lauf (PAT Allen Taitt)                      |
| 7                                          | 14                                         | Richard Dunkley                            | 6-Yard-Lauf (PAT Allen Taitt)                      | 6-Yard-Lauf (PAT Allen Taitt)                      | 6-Yard-Lauf (PAT Allen Taitt)                      | 6-Yard-Lauf (PAT Allen Taitt)                      |
| 14                                         | 14                                         | Estrus Crayton                             | 37-Yard-Pass von Brad Parpan (PAT Walter Endemann) | 37-Yard-Pass von Brad Parpan (PAT Walter Endemann) | 37-Yard-Pass von Brad Parpan (PAT Walter Endemann) | 37-Yard-Pass von Brad Parpan (PAT Walter Endemann) |
| 21                                         | 14                                         | Estrus Crayton                             | 35-Yard-Pass von Brad Parpan (PAT Walter Endemann) | 35-Yard-Pass von Brad Parpan (PAT Walter Endemann) | 35-Yard-Pass von Brad Parpan (PAT Walter Endemann) | 35-Yard-Pass von Brad Parpan (PAT Walter Endemann) |